# Le Chasseur (nouvelle)
Le Chasseur (titre russe : Егерь) est une nouvelle d’Anton Tchekhov, parue en 1885.

## Historique
Le Chasseur est initialement publié dans la revue russe Le Journal de Pétersbourg, no 194, du 18 juillet 1885, sous le pseudonyme A. Tchékhonté. Aussi traduit en français sous le titre Eger.

## Résumé
Iégor Vlassytch chasse par une chaude journée d’été. Il est employé pour garnir la table du Barine. Une femme le hèle dans la prairie : c’est Pélaguéïa, sa femme. Ils ont été mariés il y a douze ans, mais le mariage n’a jamais été consommé : lui veut vivre libre et se saouler quand il veut.
La pauvre Pélaguéïa sanglote, mais rien n’y fait, il la quitte après quelques instants : « Tu n’as pas de chance, c’est le destin ! », dit le chasseur en s’étirant. « Endure-le ma pauvre petite. Allons, adieu, assez parlé », ajoute-t-il, en lui laissant un billet d'un rouble.

## Édition française
- Le Chasseur, traduit par Édouard Parayre, in Œuvres I, Paris, Éditions Gallimard, coll. « Bibliothèque de la Pléiade » no 197, 1968  (ISBN 978-2-07-0105-49-6).